# Pudasjärvi
Pudasjärvi este o comună din Finlanda.